# آلبرشت آلتدورفر

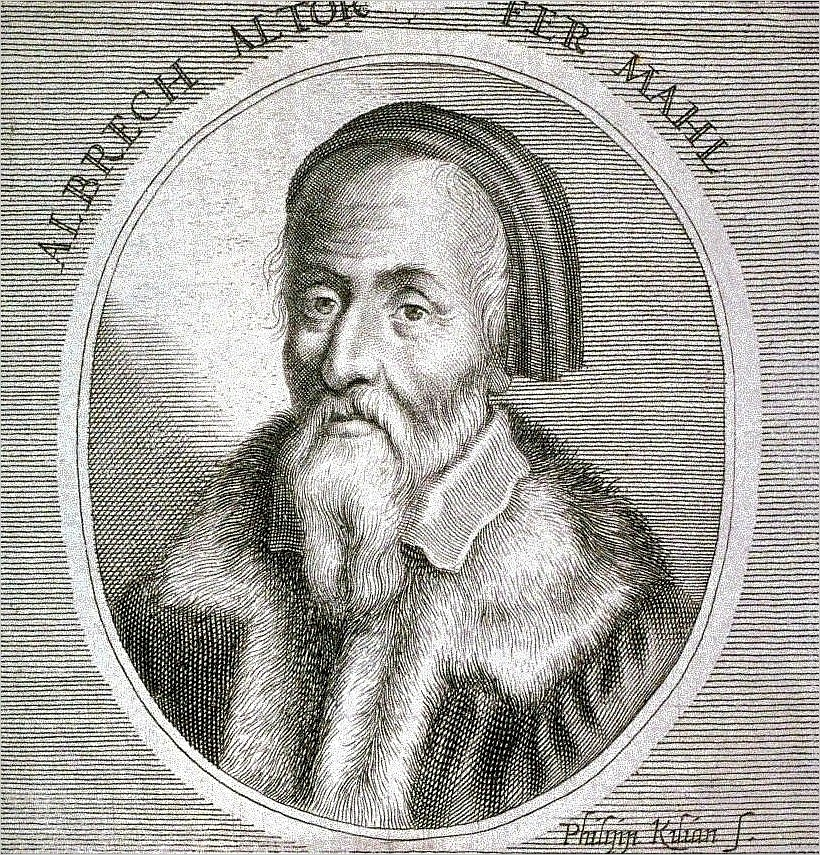
آلبرشت آلتدورفر اثر فیلیپ کیلان

آلبرشت آلتدورفر (انگلیسی: Albrecht Altdorfer; ۱ ژانویهٔ ۱۴۸۰ – ۱۲ فوریهٔ ۱۵۳۸) یک نقاش، حکاک و معمار دوره رنسانس است که در رگنسبورگ کار می‌کرد. او همراه با لوکاس کراناخ پدر و وولف هوبر به عنوان اصلی‌ترین نماینده مکتب دانوب در نظر گرفته شده است که کتاب مقدس و سوژه‌های تاریخی را با زمینه‌های منظره از رنگ‌های اکسپرسیو تنظیم می‌کرد.

## نگارخانه

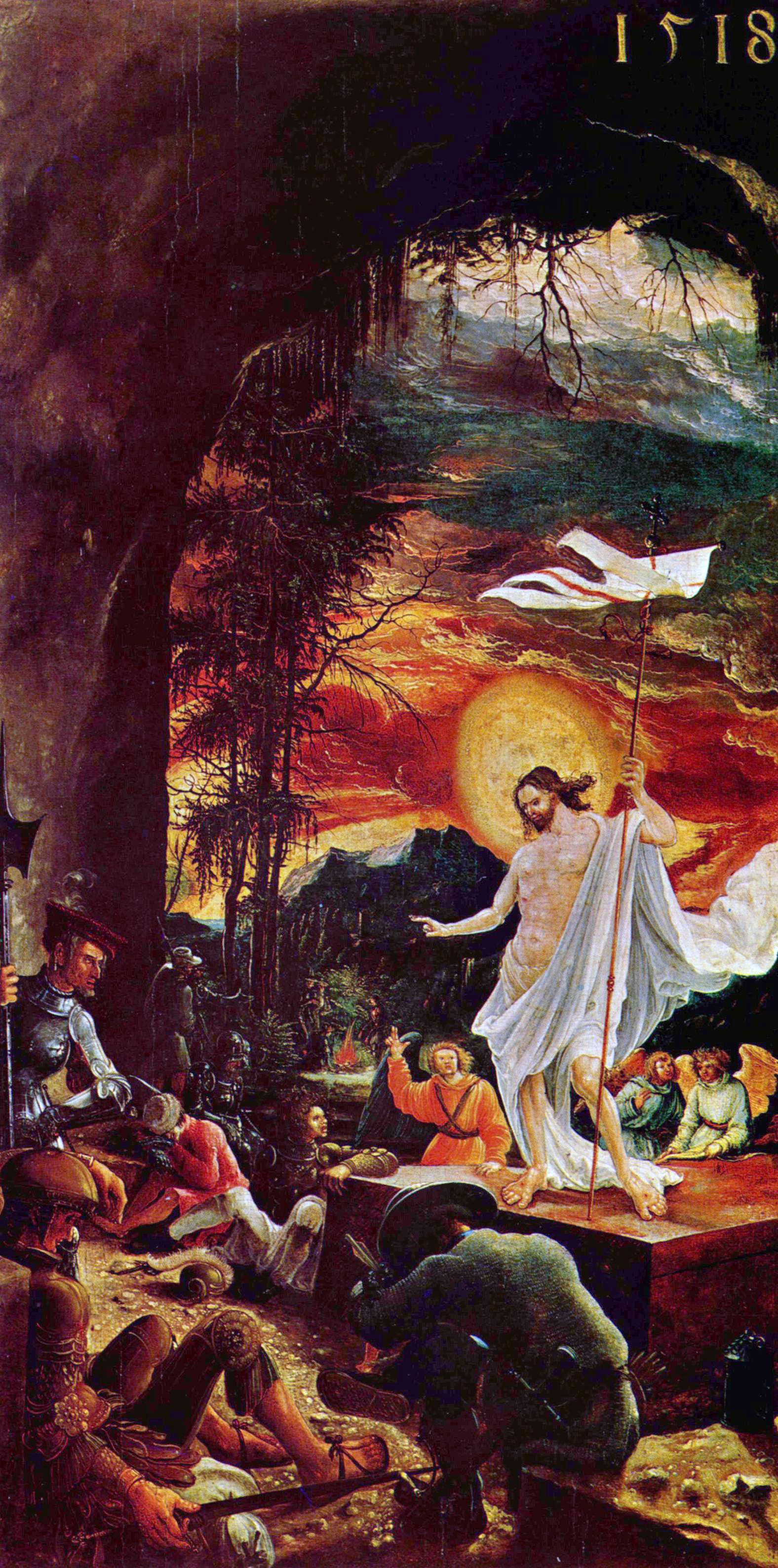
قیامت اثر آلبرشت آلتدورفر ۱۵۱۸
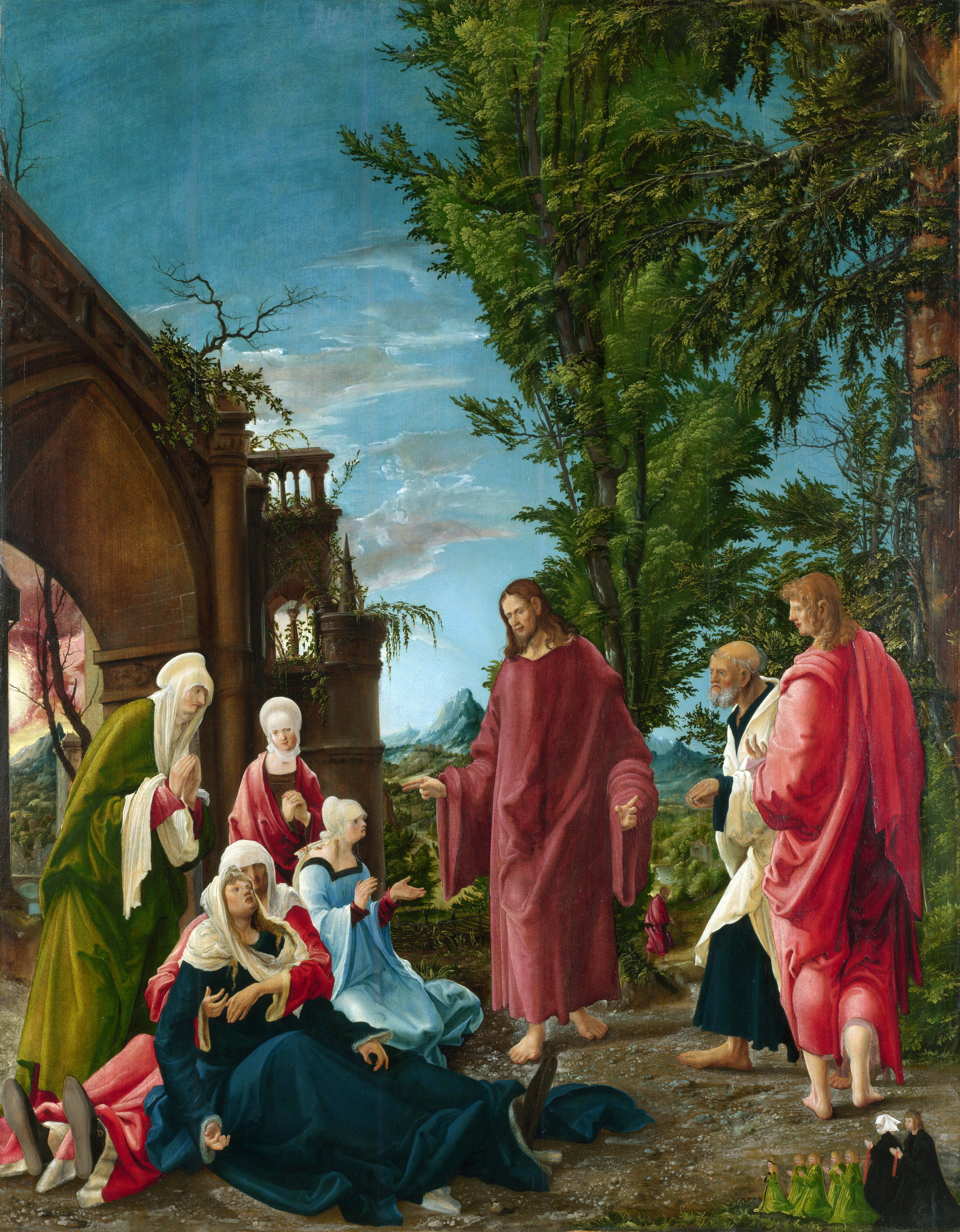
مسیح جدا شدن از مادرش
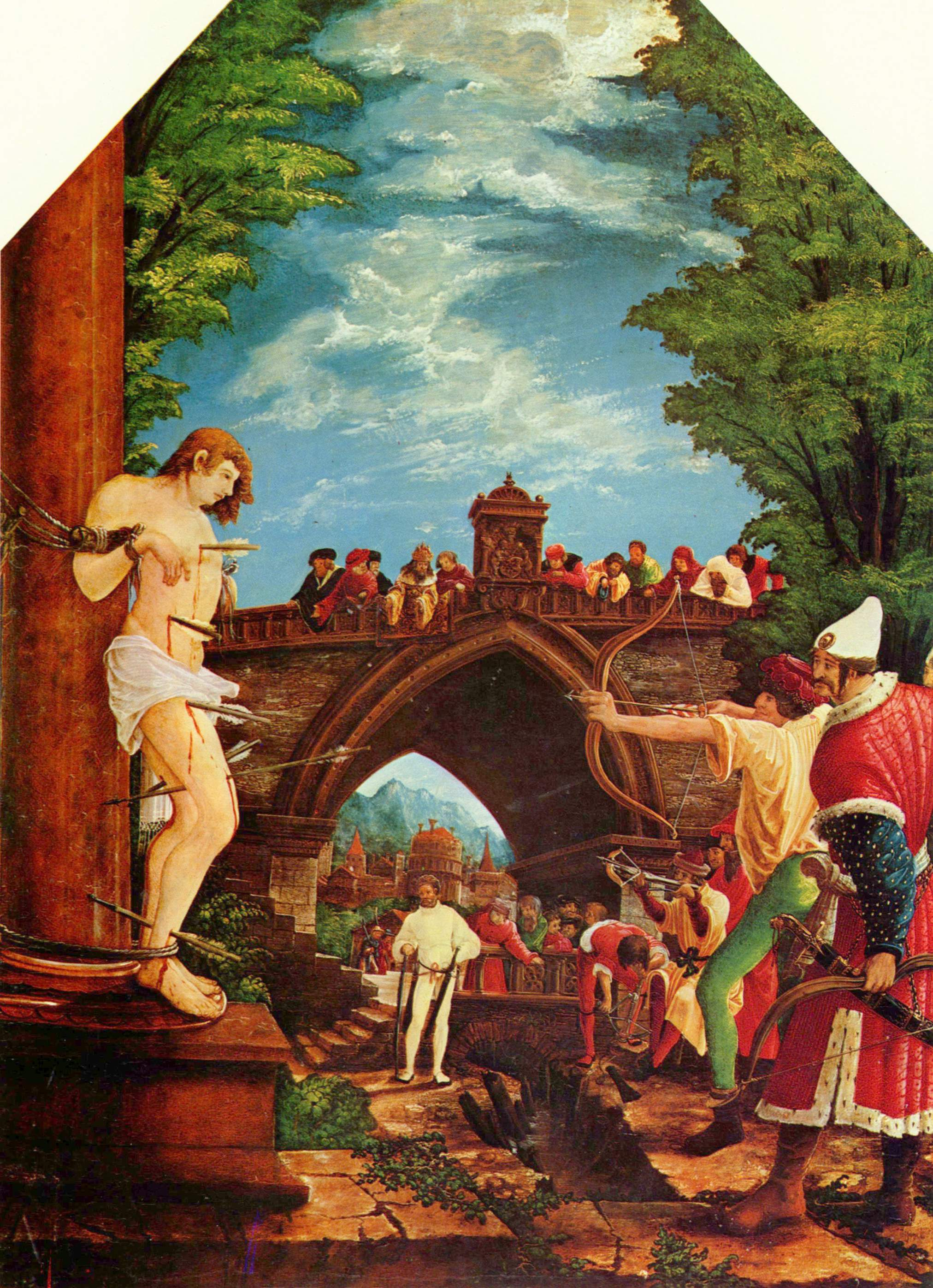
محراب سپاستین در سنت فلوریان
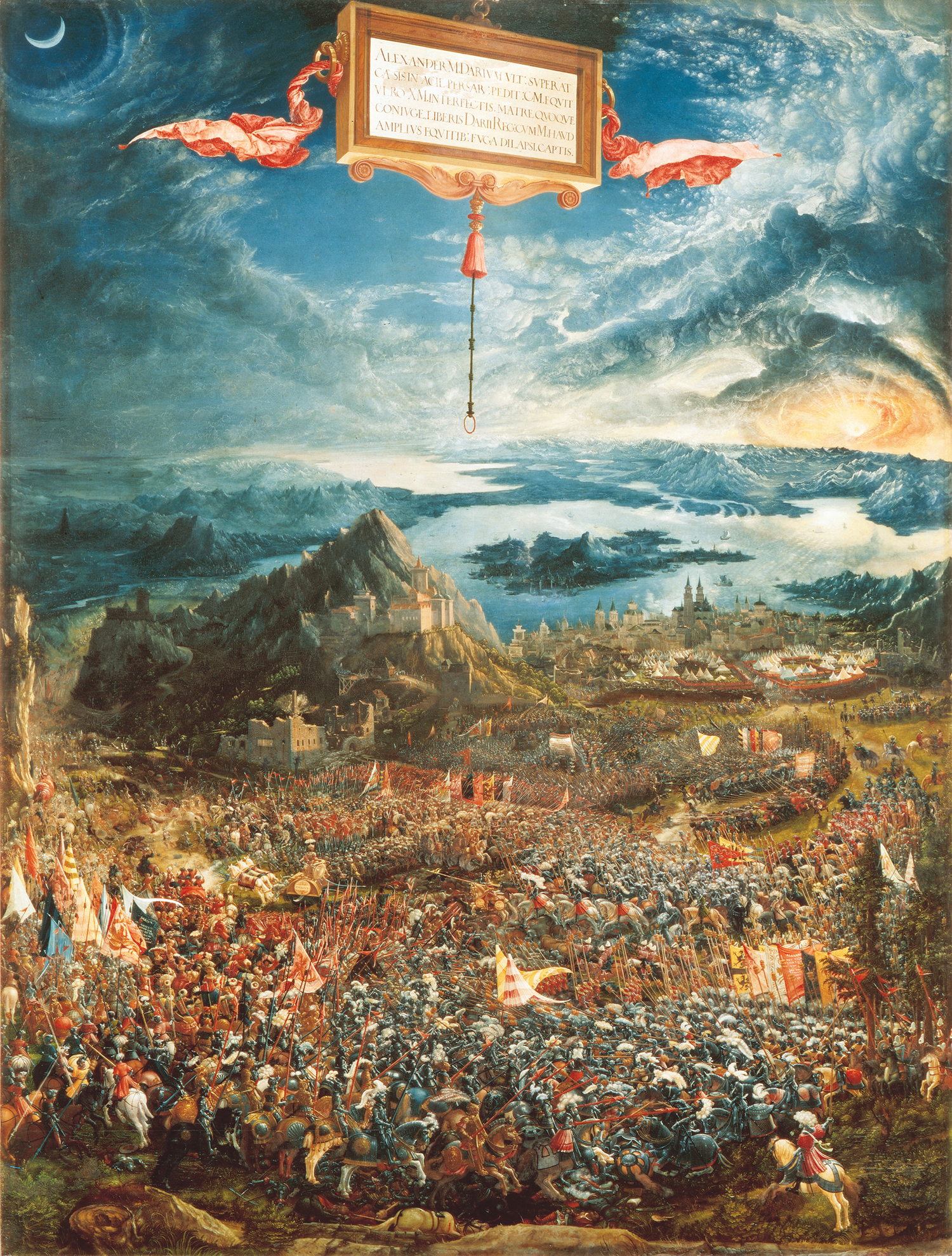
نبرد اسکندر در ایسوس ۱۵۲۹، چوب ۱۵۸٬۴ × ۱۲۰٬۳ سانتی متر الته پیناکتک مونیخ ،
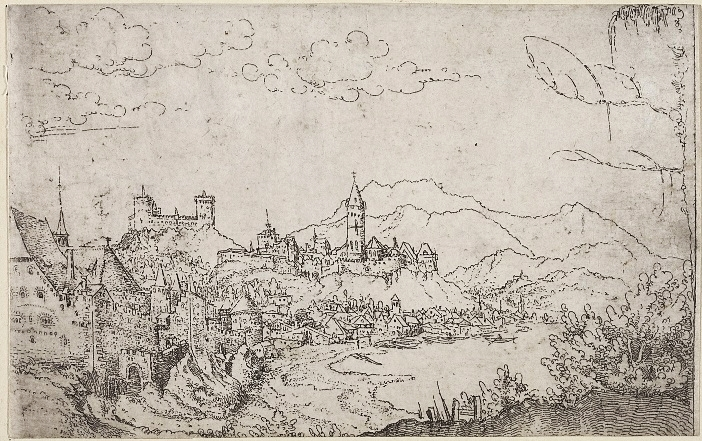
چشم انداز شهر از یک دریاچه دهه ۱۵۲۰، چاپ، موزه ملی ورشو.
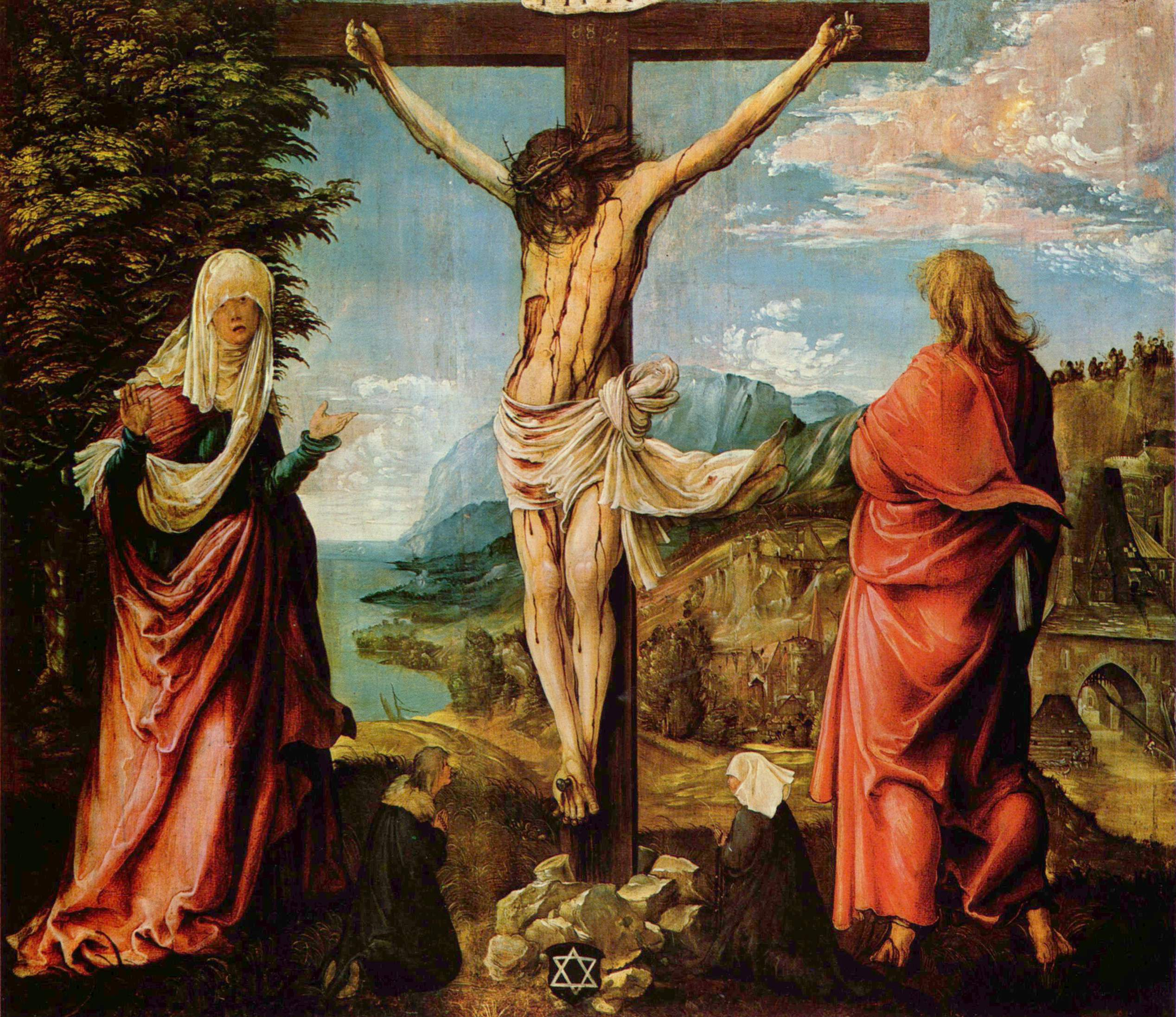
مصلوب شدن (به شکل غیر منتظره‌ای در مقابل رودخانه نقش شده) حدود ۱۵۱۲.